# Pagan Altar
Pagan Altar ist eine englische Proto-Doom- und New-Wave-of-British-Heavy-Metal-Band aus Brockley, die im Jahr 1978 unter dem Namen Pagan gegründet wurde, sich 1985 auflöste und seit 2004 wieder aktiv ist.

## Geschichte
Die Band wurde im Jahr 1978 von Terry Jones (Gesang) und seinem Sohn Alan Jones (E-Gitarre) gegründet. Beide waren zuvor unter anderem auch schon in der Band Hydra tätig. Der ursprüngliche Name der Band war Pagan; jedoch befand die Band, dass dieser Name falsche Assoziationen hervorrief, weshalb ein Wechsel zu Pagan Altar erfolgte, inspiriert durch Stonehenge und Avebury. Die Band bestand anfangs noch aus fünf Mitgliedern, ehe sich mehrere Besetzungswechseln erfolgten und die Gruppe nur noch aus vier Mitgliedern bestand. Dies ergab sich bei einem Auftritt in Reading: Da Ian Gillan ganz in der Nähe auftrat, war das Pagan-Altar-Konzert nur schlecht besucht. Daraufhin entschloss sich ein damaliger Gitarrist, nicht mit der Band aufzutreten. Die Gruppe entschied sich, zu viert aufzutreten, wonach die Band befand, dass sie auch weiterhin nur aus vier Mitgliedern bestehen sollte. Die auf der EP The Time Lord enthaltenen Lieder The Time Lord und Highway Cavalier wurden Ende 1978 in den New Cross Studios aufgenommen, Judgement of the Dead, The Black Mass und Reincarnation wurden 1980/81 im bandeigenen Studio aufgenommen. Der Tonträger wurde jedoch erst 2004 veröffentlicht. Der Gitarrist Les Moody, der kurzzeitig in der Band war, hatte mittlerweile die Band wieder verlassen und der Schlagzeuger Ivor Harper wurde durch Mark Elliot ersetzt. Glenn Robinson spielte den Bass. 1982 stieß Trevor Portch als Bassist zur Gruppe, nachdem er auf diese durch eine Anzeige aufmerksam wurde. Portch hatte die Band zudem 1981 in einem Club in Erith spielen sehen. Als Schlagzeuger kam der Israeli John Mizrahi hinzu, welcher zuvor in seinem Heimatland bei einem Militäreinsatz einen Finger verloren hatte. Alan Jones kam aus Brockley, wo die Band auch ihren Sitz hatte, während Portch aus Slade Green und Terry Jones aus Rotherhithe stammte. In den Jahren 1982 und 1983 wurde ein selbstbetiteltes Demo vertrieben, darunter auch in den USA. Das Demo wurde im bandeigenen Studio aufgenommen worden und war nur ein Auszug aus einer Serie an Liedern, die die Gruppe geschrieben hatte. Die Band hielt mehrere Konzerte ab. Da die Veranstalter die Band immer weniger buchten, begann die Gruppe schon bald ihre eigenen Konzerte zu organisieren. Die Gruppe konnte unter anderem zusammen mit Spider spielen. Zudem wurde der Band auch angeboten, zusammen mit Metallica eine Tour durch die USA abzuhalten, jedoch war solch eine weite Reise für Pagan Altar aus finanziellen Gründen nicht möglich. Zudem nahm die Band ein Musikvideo in der St. Peter’s Church in Brockley auf. Seit Mitte der 1980er Jahre zirkulierte zudem das Album Volume 1 in Form eines Bootlegs. Gegen Ende des Jahres 1980 sollten die Abbey Road Studios, die auch für die Beatles tätig waren, eine Single der Band veröffentlichten. Durch das Attentat auf John Lennon schwenkte man jedoch auf die Veröffentlichung von Beatles- und Lennon-Tonträgern um, weshalb die Veröffentlichung der Single ausblieb. Die Band löste sich 1985 auf. 1998 wurde über Oracle Records Volume 1 offiziell veröffentlicht. Im Jahr 1995 veröffentlichte Doom Records ein selbstbetiteltes Bootleg-Album, das eine Auflage von etwa 100 Stück hatte. Da diese recht schnell vergriffen waren, erschien 1996 eine zweite Pressung mit einem weißen, und nicht wie beim Vorgänger schwarzen, Cover. Der Tonträger enthält die Lieder Reincarnation, Black Mass und In the Wake of Amadeus, Aufnahmen, die aus dem Jahr 1982 stammten.
Im Jahr 2004 fand sich die Band wieder zusammen, um das Album Lords of Hypocrisy im Juli aufzunehmen. Die Aufnahmen fanden nun nicht mehr im bandeigenen Studio statt, sondern im Haus von Terry Jones. Auf dem Album war Valery Watson als Hintergrundsängerin zu hören. Der Tonträger erschien noch im selben Jahr bei Oracle Records. Im selben Jahr wurde über I Hate Records die EP The Time Lord erstmals veröffentlicht. Zudem erschien auch 2004 über Oracle Records das Album Judgement of the Dead. 2006 erschien über Oracle Records unter dem Namen Mythical & Magical ein weiteres Album. Als weiterer Gitarrist war zwischenzeitlich Vince Hempstead in der Besetzung, während William Gallagher den Bass und Dean Alexander das Schlagzeug spielte. Sämtliche Veröffentlichungen seit der Wiedervereinigung enthalten altes Liedmaterial, das nur neu aufgenommen wurde. Das Lied Flight of the Witch Queen vom Album Mythical & Magical war auch 2004 auf dem Sampler Total Metal Attack von Old School Records enthalten. Im Jahr 2007 spielte die Band auf dem Keep It True.

## Stil
Sämtliche Lieder wurden von Terry und Alan Jones geschrieben. Für gewöhnlich erarbeitete Alan die Lieder und nahm diese in grober Form dann auf. Terry hörte sich daraufhin die Lieder, meist über mehrere Tage hinweg, an, und schrieb dann die passenden Texte dazu. Für March of the Dead und Judgement of the Dead begab er sich etwa um Mitternacht auf einen Friedhof, um sich in eine passende Stimmung versetzen zu können. Generell neigte die Band eher dazu in der Nacht zu arbeiten. Nachdem das Schreiben der Texte abgeschlossen war, erarbeiteten beide gemeinsam eine Liedstruktur. Auf der Bühne versuchte die Band das Konzept einer satanischen Kirche zu repräsentieren. Als Requisiten setzte die Band umgedrehte Kreuze, Urnen, die mit Spinnenweben verziert wurden, zwei Schädel, in denen Kyphi verbrannt wurde, und schwarze Kerzen.
Laut Eduardo Rivadavia von Allmusic ist Pagan Altar eine klassische Band der New Wave of British Heavy Metal. Die Band sei der geringen Geschwindigkeit und dem schaurigen Okkultismus ihres Vorbilds Black Sabbath treu geblieben. Sie sei außerdem durch Gruppen wie Black Widow beeinflusst worden.
bnrmetal.com schrieb, dass Pagan Altar eine der wenigen NWoBHM-Bands war, die sich am Doom Metal orientiere habe. Nur Witchfinder General hätte Ähnliches gemacht. Auch der Gesang sei einzigartig und klinge so, als würde ein junger Bon Scott in einer Doom-Metal-Band singen.
Martin Popoff schrieb in seinem Buch The Collector’s Guide of Heavy Metal, Volume 3: The Nineties in seiner Rezension zum Bootleg aus dem Jahr 1995, das Aufnahmen von 1978 bis 1981 enthielt, dass hierauf klassische Musik der New Wave of British Heavy Metal zu hören sei, die nun jedoch altmodisch klinge. Der Gesang sei exzentrisch und dem Doom Metal entliehen und die Texte würden Thematiken behandeln, mit denen sich auch Candlemass beschäftige. Das Bootleg erinnere ihn an eines der kanadischen Band Kraken. Zudem könne man gelegentlich The-Obsessed-artige Züge erkennen.
Malc Macmillan gab in The N.W.O.B.H.M. Encyclopedia an, dass Pagan Altar durch die frühen Black Sabbath beeinflusst wurde. Die Musik und die textliche Thematik habe sich im Verlauf der ersten acht Jahre ihrer Existenz kaum verändert. Auf dem Bootleg aus dem Jahr 1995 klinge Pagan Altar vergleichbar mit Gruppen wie Witchfinder General, Phoenix Rising, Rekuiem, Apocalypse, Black Widow und Hell. Die Band sei vom Image und vom Inhalt der Texte her zudem mit Witchfynde und Demon vergleichbar.

## Diskografie
- Pagan Altar (Demo, 1982, Eigenveröffentlichung)
- Volume 1 (Album, 1998, Oracle Records)
- The Time Lord (EP, 2004, I Hate Records)
- Lords of Hypocrisy (Album, 2004, Oracle Records)
- Judgement of the Dead (Album, 2005, Black Widow Records)
- Mythical & Magical (Album, 2006, Oracle Records)
- Pagan Altar / Jex Thoth (Split mit Jex Thoth, 2007, I Hate Records)
- Imperial Anthems (Split mit Mirror of Deception, 2011, Cyclone Empire)
- Walking in the Dark (Single, 2013, Buried by Time and Dust Records)
- The Room of Shadows (Album, 2017, Temple of Mystery Records)
- Never quite dead (Album, 2025, Dying Victims Productions)